# Redes (película)
Redes es una docu-ficción mexicana de 1936, codirigida por el realizador polaco Fred Zinnemann (1907-1997) y el cineasta mexicano Emilio Gómez Muriel (1910-1985), protagonizada por Silvio Hernández, David Valle González, Rafael Hinojosa y Antonio Lara. 
Basada en hechos reales, la cinta describe la forma en que se perpetúa la dominación política por medio del control de la economía. Filmada totalmente en locaciones en Alvarado, Veracruz, cuenta con la participación de pescadores reales y presenta de forma honesta y natural la dura lucha de estos trabajadores del mar al tomar conciencia de su condición. La cinta es el primer ejemplo de cine de producción estatal en México, al ser producida por la Secretaria de Educación Pública.

## Argumento
Encabezados por Miro, cuyo hijito ha muerto por falta de recursos económicos, un grupo de pescadores se subleva contra el acaparador que les compra el pescado a muy bajo precio. El comerciante paga a un demagogo local, candidato a diputado para que desuna a los pescadores. Estos pelean entre sí. El demagogo llama a la policía para que reprima a los pescadores y, aprovechando la confusión, mata de un balazo a Miro. Sin embargo, esta muerte sirve para unir a los pescadores en la lucha. Organizan un gran cortejo en barcos y llevan el cadáver de Miro a la ciudad en una gran manifestación de unidad combativa.

## Temas
Relata la vida cotidiana en una comunidad pesquera en la región de Veracruz, en la cual se exponen las injusticias entre ricos y pobres, el esfuerzo y la lucha diaria de los pescadores en su ruda jornada de trabajo y el enfrentamiento que tienen con un comerciante abusivo que los explota. La cinta describe la forma en que se perpetua la dominación política por medio del control de la economía. 

## Producción
Los orígenes del proyecto cinematográfico se remontan a 1932, cuando el entonces secretario de Educación Pública, Narciso Bassols, y el compositor Carlos Chávez, director del Conservatorio Nacional de Música, solicitaron a Paul Strand organizar un sistema para filmar cintas financiadas por el gobierno "con el pueblo y para el pueblo". Paul Strand les presentó un programa en el que destacó los siguientes puntos como fundamentales:
- Escoger temas en relación con las realidades económicas del país.
- Dar a estas realidades una forma dramática para hacer comprensible su importancia.
- Hacer uso de todos los medios estéticos para lograr una obra directa, comprensible por todos.

El resultado de este programa fue Redes. Strand viajó acompañado de Chávez y  Bassols, a Alvarado, Veracruz, para rodar lo que, por acuerdo con la SEP, sería un cortometraje. Allá surgió precisamente la idea de hacer con el mismo dinero un largometraje en torno a la actividad regional, cuyo guion un amigo neoyorquino de Strand llamado Henwar Rodakiewicz, a partir de un argumento de Strand y el productor de línea del proyecto, Agustín Velázquez Chávez. Para dirigir el filme, Strand sugirió a su amigo Fred Zinnemann, un austriaco que había hecho algunos trabajos en Estados Unidos. En vista de que Zinnemann no hablaba español, se buscó como codirector al cineasta mexicano Julio Bracho, quien eventualmente sería sustituido en estas funciones por Emilio Gómez Muriel, que fungía como asistente de dirección. Gómez Muriel tenía entonces 23 años.
Con una reducida inversión de 55 mil pesos (concedidos en innumerables partidas cuyos trámites generaban retrasos), Redes fue filmada en Alvarado, Tlacotalpan y en la ribera del Papaloapan del 9 de abril a octubre de 1934 y estuvo finalmente lista para su estreno en 1936. 
Pero las limitaciones económicas no fueron el único obstáculo que debió enfrentar esta iniciativa. Además de limar las diferencias estéticas entre Zinnemann (que optaba por un proyecto más dinámico y cinematográfico) y Strand (quien, siguiendo su experiencia en la fotografía fija, defendía una imagen más estática), se debieron sortear la dimisión de Bassols al frente de la SEP y la remoción de Chávez como director del departamento de Bellas Artes.
Durante la filmación, el único actor profesional que intervino fue David Valle González. Rafael Hinojosa, administrador del proyecto y sin antecedentes artísticos, interpretó el papel del candidato. Los demás actores fueron nativos de Alvarado, Veracruz.
La consecuente interrupción por más de un año motivó el regreso de Zinnemann a Estados Unidos. Además del doblaje (ya que se rodó sin sonido), la edición se hizo sin su participación, quedando en manos de Gómez Muriel y el croata Gunther von Fritsch.

## Partitura musical
A Silvestre Revueltas se le encargó la música de Redes en septiembre de 1934, justo en pleno rodaje, por lo cual viajó a Alvarado a fin de captar ritmos y ambiente. Parte de la obra se grabó en diciembre de ese mismo año, pero la concibió sobre la base de la cinta terminada. En el tiempo en que la película fue realizada, se procuraba un parentesco con los temas y formas de las corrientes más avanzadas de la música, la plástica y las demás artes mexicanas, que coincidían en una necesidad de reivindicar y valorar lo indígena en el cuadro de la cultura nacional. La música de esta película es considerada un clásico del cine mexicano.

## Recepción
En su estreno el 25 de julio de 1936 se promocionó como "La primera película de ambición estética internacional". La crítica por parte del diario The New York Times fue abundante en el aspecto narrativo. Sin embargo, reconoció el trabajo realizado en fotografía y banda sonora. Julio Bracho calificó la fotografía de esta obra como la mejor que se ha realizado en la historia del cine mexicano.

## Comentarios
Este filme ocupa el lugar 55 dentro de la lista de las 100 mejores películas del mexicanas, según la opinión de 27 críticos y especialistas del cine en México, publicada por el portal Sector Cine en junio de 2020.

## Reparto
- Silvio Hernández - Miro
- Antonio Lara - El Zurdo
- Miguel Figueroa - Miguel
- Rafael Hinojosa - El candidato
- Felipe Rojas - Mingo
- David Valle González - Don Anselmo
- Susana Ortiz  Cobos - La esposa de Miro
- Residentes de Alvarado y sus alrededores.